# Naples Park
Naples Park ist ein census-designated place (CDP) im Collier County im US-Bundesstaat Florida. Das U.S. Census Bureau hat bei der Volkszählung 2020 eine Einwohnerzahl von 5.092 ermittelt.

## Geographie
Naples Park wird vom Tamiami Trail (U.S. 41) tangiert und befindet sich 6 km nördlich von Naples.

## Demographische Daten
Laut der Volkszählung 2010 verteilten sich die damaligen 5967 Einwohner auf 3299 Haushalte. Die Bevölkerungsdichte lag bei 1864,7 Einw./km². 88,5 % der Bevölkerung bezeichneten sich als Weiße, 1,9 % als Afroamerikaner, 0,2 % als Indianer und 1,3 % als Asian Americans. 5,4 % gaben die Angehörigkeit zu einer anderen Ethnie und 2,6 % zu mehreren Ethnien an. 22,6 % der Bevölkerung bestand aus Hispanics oder Latinos.
Im Jahr 2010 lebten in 25,3 % aller Haushalte Kinder unter 18 Jahren sowie 24,5 % aller Haushalte Personen mit mindestens 65 Jahren. 58,0 % der Haushalte waren Familienhaushalte (bestehend aus verheirateten Paaren mit oder ohne Nachkommen bzw. einem Elternteil mit Nachkomme). Die durchschnittliche Größe eines Haushalts lag bei 2,30 Personen und die durchschnittliche Familiengröße bei 2,86 Personen.
20,3 % der Bevölkerung waren jünger als 20 Jahre, 28,0 % waren 20 bis 39 Jahre alt, 30,6 % waren 40 bis 59 Jahre alt und 21,1 % waren mindestens 60 Jahre alt. Das mittlere Alter betrug 41 Jahre. 49,9 % der Bevölkerung waren männlich und 50,1 % weiblich.
Das durchschnittliche Jahreseinkommen lag bei 42.592 $, dabei lebten 11,5 % der Bevölkerung unter der Armutsgrenze.
Im Jahr 2000 war Englisch die Muttersprache von 80,29 % der Bevölkerung, spanisch sprachen 17,94 % und 1,77 % hatten eine andere Muttersprache.